# Păstrina
Păstrina (bulgariska: Пъстрина) är en bergskedja i Bulgarien. Den ligger i regionen Montana, i den nordvästra delen av landet, 80 km norr om huvudstaden Sofia.